# Сэв, Дьёдонне
Дьёдонне Жозеф Сэв (фр. Dieudonné Joseph Saive; 6 июня 1889 — 22 марта 1973) — бельгийский конструктор ручного огнестрельного оружия, после смерти Джона Браунинга в 1926 году ставший главным конструктором Национальной фабрики в Эрстале. В качестве главного конструктора завершил проекты, начатые Браунингом, такие как Baby Browning и Browning Hi-Power.
Наибольшую известность получил как создатель самозарядной винтовки FN Model 1949 (англ.) и автоматической винтовки FN FAL.